# Resolució 692 del Consell de Seguretat de les Nacions Unides
La Resolució 692 del Consell de Seguretat de les Nacions Unides, adoptada el 20 de maig de 1991 després de recordar resolucions 674 (1990), 686 (1991) i 687 (1991), així com prenent l'informe del Secretari General de les Nacions Unides, el Consell va decidir establir Comissió de Compensació de les Nacions Unides per tractar les reclamacions de compensació derivades de la invasió de Kuwait per Iraq, que posteriorment va provocar la Guerra del Golf.
El Consell també va decidir que el Consell de Govern de la Comissió se situï a Ginebra, que treballaria per implementar parts rellevants de la Resolució 687 (1991), i va demanar als Estats membres que cooperessin amb ell. També va demanar al Consell de Govern que informés al més aviat possible sobre els mecanismes per determinar la contribució de l'Iraq a la Comissió i va assenyalar que si l'Iraq es nega a cooperar amb el Consell de Govern, el Consell de Seguretat pot reconsiderar la prohibició contra la importació de petroli originari Iraq.
La resolució 692 va ser aprovada per 14 vots contra cap, amb una abstenció de Cuba.